# JEF United Ichihara Chiba
JEF United Ichihara Chiba (japanisch ジェフユナイテッド市原・千葉 Jefu Yunaiteddo Ichihara Chiba), kurz: JEF United, ist ein japanischer Profi-Fußballverein aus der Stadt Ichihara (Präfektur Chiba). Der Verein, der bis Februar 2005 nur JEF United Ichihara hieß, ist Gründungsmitglied der Profiliga J. League Division 1 und in Deutschland vor allem durch den ehemaligen Spieler, den Weltmeister von 1990 Pierre Littbarski, bekannt. Seit dem Abstieg am Ende der Saison 2009 spielt der Verein in der J2 League.
Die Maskottchen sind die Akita-Brüder Jeffy (Nr. 2) und Unity (Nr. 9).

## Geschichte

### Gründung und Fusion (1946–1991)
Der Verein geht zurück auf den Furukawa Electric Soccer Club (jap. 古河電気工業サッカー部, Furukawa Denki Kōgyō Soccer-bu), eine Werksmannschaft des gleichnamigen Elektronikkonzerns. Dieser wurde bereits 1946 gegründet und ist damit einer der ältesten noch aktiven Fußballvereine in Japan.
Seit Einführung der ersten Fußballliga 1965 war der Verein stets im Oberhaus vertreten und hielt diesen Rekord bis in die Saison 2009. Vor allem in den 1960er- und 70er-Jahren war Furukawa eine der dominierenden Mannschaften des Landes, mit vier Erfolgen im Kaiserpokal zwischen 1959 und 1976 sowie dem Gewinn der Meisterschaft 1976. Ein weiterer Meistertitel in der Saison 1985/86 sollte allerdings bis dato der letzte Titel für Furukawa sein, da die verhältnismäßig kleine Firma wirtschaftlich mit Großkonzernen wie Mitsubishi oder Matsushita und deren Werksmannschaften nicht mithalten konnte.
Als Anfang der 1990er-Jahre beschlossen wurde, eine Profiliga einzuführen, entschloss man sich in Chiba, mit einem anderen Konzern zu kooperieren: Also fusionierte Furukawa seine Mannschaft mit der der finanzstarken Eisenbahngesellschaft Japan Railway East, die erst 1987 durch die Privatisierung der japanischen Staatsbahn entstanden war. Das Ergebnis dieser Fusion war der 1991 gegründete Verein East Japan JR Furukawa Football Club (japanisch 東日本ジェイアール古河サッカークラブ, Higashi Nihon Jei Āru Furukawa Sakkā Kurabu), der sich mit Gründung der J. League 1993 in JEF United Ichihara umbenannte.

### J. League und der erste Abstieg (1991–heute)
Nicht nur wirtschaftlich, sondern auch sportlich markieren diese Jahre einen Neuanfang für den Verein: Für die neue Liga wurde eine runderneuerte Mannschaft um den vom 1. FC Köln verpflichteten Weltmeister Littbarski und seinen Begleiter Frank Ordenewitz (J. League Torschützenkönig 1994) aufgebaut, die sich tatsächlich erfolgreich in der Liga hielt, wenngleich sie auch nie in den Kreis der Titelaspiranten aufsteigen konnte.
Nachdem Littbarski und Ordenewitz den Verein verlassen hatten, ging es sportlich bergab: zwischen 1997 und 2000 stand JEF United regelmäßig am Rande des Abstiegs, und das verhältnismäßig kleine Ichihara Seaside Stadium hatte zudem in den besseren Zeiten verhindert, eine starke Fangemeinde aufzubauen.

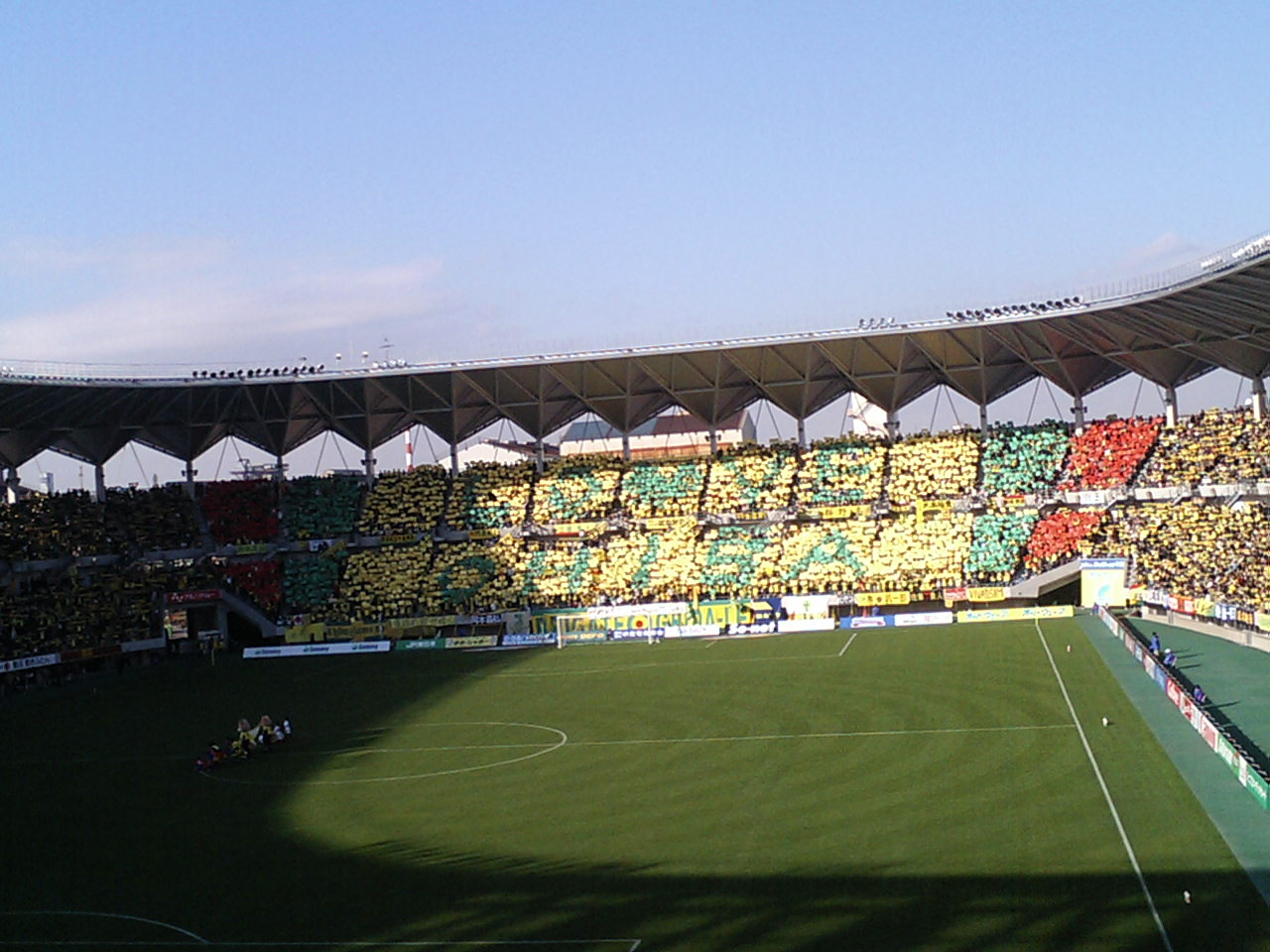
Die Fukuda Denshi Arena, Heimstadion von JEF

Der sportliche Erfolg kehrte 2001 mit Hilfe der osteuropäischen Trainer Zdenko Veredenik, Jozef Vengloš und Ivica Osim zurück, und bis zur Saison 2005 belegt der Verein, der sich im Februar 2005 in JEF United Ichihara Chiba umbenannte, um mehr Fans aus der Metropole Chiba anzulocken, regelmäßig die vorderen Plätze der Tabelle. Nach der Ära Osim konnte nicht mehr an die Erfolge vergangener Tage angeknüpft werden. Nach mehreren Trainerwechseln in der Saison 2008 stellte sich der sportliche Erfolg nicht mehr ein.
Nachdem Furukawa Electric seine Unterstützung aus dem Verein zurückgezogen hatte, übernahm Fuji Electric das Sponsoring. Am 8. November 2009 stieg der Verein nach 44 Jahren Oberhaus in die J. League Division 2 ab. In der neuen Liga gehört JEF United regelmäßig zu den Vereinen, die die Teilnahme an den Aufstiegsplayoffs der Vereine auf den Plätzen drei bis sechs erreichen, ohne jedoch über diesen Weg bisher die Rückkehr in die J1 League erreicht zu haben.

## Stadion
Seit 1993 spielte das Team im Ichihara Seaside Stadium, zog aber während der Saison 2005 in die Fukuda Denshi Arena um. Die Arena in Chiba hat ein Fassungsvermögen von 19.781 Zuschauern. Eigentümerin der Sportanlage ist die Stadt Chiba.

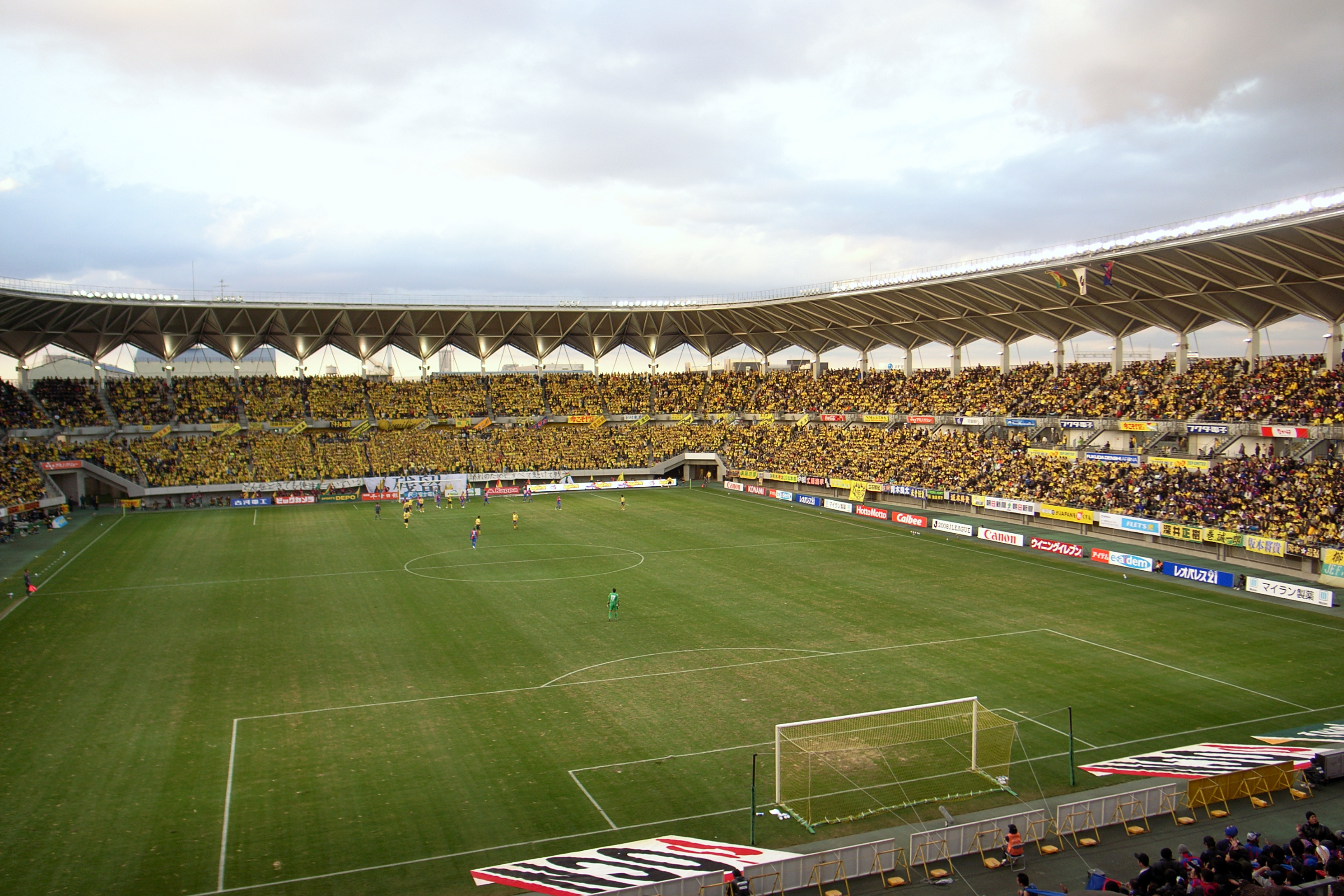
Fukuda Denshi Arena

Koordinaten: 35° 34′ 39″ N, 140° 7′ 22″ O

## Erfolge
als Furukawa Denki Kōgyō Soccer-bu
- Japan Soccer League

Gewinner: 1976, 1985
- JSL Cup

Gewinner: 1977, 1982, 1986, 1987
- Kaiserpokal

Gewinner: 1960, 1961, 1964, 1976
- AFC Champions League

Gewinner: 1987
als JEF United Ichihara
- J. League Cup

Gewinner: 2005, 2006

## Spieler
Stand: April 2025
| Nr. |           | Position | Name                |
| --- | --------- | -------- | ------------------- |
| 2   | Japan     | MF       | Issei Takahashi     |
| 3   | Japan     | AB       | Ryōta Kuboniwa      |
| 4   | Japan     | MF       | Taishi Taguchi      |
| 5   | Japan     | MF       | Yūsuke Kobayashi    |
| 6   | Brasilien | MF       | Eduardo             |
| 7   | Japan     | ST       | Kazuki Tanaka       |
| 8   | Japan     | MF       | Kōya Kazama         |
| 9   | Japan     | ST       | Hiroto Goya         |
| 10  | Japan     | MF       | Akiyuki Yokoyama    |
| 11  | Japan     | AB       | Kōki Yonekura       |
| 13  | Japan     | AB       | Daisuke Suzuki      |
| 14  | Japan     | MF       | Naoki Tsubaki       |
| 15  | Japan     | AB       | Takayuki Mae        |
| 17  | Japan     | ST       | Masamichi Hayashi   |
| 18  | Japan     | MF       | Naohiro Sugiyama    |
| 19  | Spanien   | TW       | José Aurelio Suárez |
| 20  | Japan     | ST       | Daichi Ishikawa     |

| Nr. |           | Position | Name             |
| --- | --------- | -------- | ---------------- |
| 21  | Japan     | TW       | Haruto Usui      |
| 23  | Japan     | TW       | Ryōta Suzuki     |
| 24  | Japan     | AB       | Kōji Toriumi     |
| 25  | Japan     | MF       | Takuya Yasui     |
| 26  | Japan     | AB       | Yuta Ueda        |
| 27  | Japan     | MF       | Takuro Iwai      |
| 28  | Japan     | AB       | Takashi Kawano   |
| 29  | Brasilien | ST       | Carlinhos Júnior |
| 31  | Japan     | TW       | Michiya Okamoto  |
| 33  | Japan     | MF       | Yuma Igari       |
| 35  | Japan     | TW       | Tomoya Wakahara  |
| 36  | Japan     | AB       | Riku Matsuda     |
| 38  | Japan     | MF       | Gentaro Yoshida  |
| 44  | Japan     | MF       | Manato Shinada   |
| 67  | Japan     | MF       | Masaru Hidaka    |
| 99  | Brasilien | ST       | Derek            |

## Trainerchronik
| Trainer             | Nation                  | von              | bis               |
| ------------------- | ----------------------- | ---------------- | ----------------- |
| Ken Naganuma        | Japan                   | 1. Februar 1958  | 31. Dezember 1962 |
| Ryūzō Hiraki        | Japan                   | 1. Januar 1962   | 30. Juni 1965     |
| Masao Uchino        | Japan                   | 1. Februar 1966  | 31. Januar 1967   |
| Shigeo Yaegashi     | Japan                   | 1. Februar 1967  | 31. Januar 1968   |
| Takeshi Sakurai     | Japan                   | 1. Februar 1968  | 31. Januar 1970   |
| Hirokuni Ogawa      | Japan                   | 1. Februar 1970  | 31. Januar 1971   |
| Saburō Kawabuchi    | Japan                   | 1. Februar 1972  | 31. Januar 1976   |
| Mitsuo Kamata       | Japan                   | 1. Februar 1976  | 31. Januar 1979   |
| Masao Uchino        | Japan                   | 1. Februar 1979  | 31. Januar 1984   |
| Eijun Kiyokumo      | Japan                   | 1. Juli 1984     | 30. Juni 1990     |
| Osamu Kawamoto      | Japan                   | 1. Juli 1990     | 30. Juni 1992     |
| Yoshikazu Nagai     | Japan                   | 1. Januar 1992   | 31. Dezember 1993 |
| Eijun Kiyokumo      | Japan                   | 1. Januar 1994   | 31. Dezember 1995 |
| Yasuhiko Okudera    | Japan                   | 1. Januar 1996   | 31. Dezember 1996 |
| Jan Versleijen      | Niederlande             | 1. Januar 1997   | 31. Dezember 1998 |
| Gert Engels         | Deutschland             | 1. Februar 1999  | 31. Mai 1999      |
| Nicolae Zamfir      | Rumänien                | 1. Juli 1999     | 7. August 2000    |
| Sugao Kambe         | Japan                   | 10. August 2000  | 14. Oktober 2000  |
| Zdenko Verdenik     | Slowakei                | 15. Oktober 2000 | 31. Dezember 2001 |
| Sugao Kambe         | Japan                   | 1. Dezember 2001 | 31. Dezember 2001 |
| Jozef Vengloš       | Slowakei                | 1. Januar 2002   | 31. Dezember 2002 |
| Ivica Osim          | Bosnien und Herzegowina | 23. Januar 2003  | 19. Juli 2006     |
| Amar Osim           | Bosnien und Herzegowina | 20. Juli 2006    | 31. Dezember 2007 |
| Josip Kuže          | Kroatien                | 1. Februar 2008  | 7. Mai 2008       |
| Shigeo Sawairi      | Japan                   | 8. Mai 2008      | 18. Mai 2008      |
| Alex Miller         | Schottland              | 19. Mai 2008     | 28. Juli 2009     |
| Atsuhiko Ejiri      | Japan                   | 1. August 2009   | 31. Januar 2011   |
| Dwight Lodeweges    | Niederlande Kanada      | 1. Januar 2011   | 21. Oktober 2011  |
| Sugao Kambe         | Japan                   | 21. Oktober 2011 | 31. Dezember 2011 |
| Takashi Kiyama      | Japan                   | 1. Februar 2012  | 31. Januar 2013   |
| Jun Suzuki          | Japan                   | 1. Februar 2013  | 23. Juni 2014     |
| Kazuo Saitō         | Japan                   | 24. Juni 2014    | 7. Juli 2014      |
| Takashi Sekizuka    | Japan                   | 8. Juli 2014     | 25. Juli 2016     |
| Shigetoshi Hasebe   | Japan                   | 25. Juli 2016    | 31. Januar 2017   |
| Juan Esnáider       | Argentinien Spanien     | 1. Februar 2017  | 17. März 2019     |
| Atsuhiko Ejiri      | Japan                   | 18. März 2019    | 31. Januar 2020   |
| Yun Jeong-hwan      | Südkorea                | 1. Februar 2020  | 31. Januar 2023   |
| Yoshiyuki Kobayashi | Japan                   | 1. Februar 2023  | heute             |

## Ehemalige Spieler
- Pierre Littbarski (1993–1995)
- Željko Milinović (2001–2004)
- Gabriel Popescu (2005)
- Frank Ordenewitz (1993–1994)

## Saisonplatzierung
| Saison | Liga | Teams | Pos.  | Zusch./Sp. | J. League Cup      | Kaiserpokal   |
| ------ | ---- | ----- | ----- | ---------- | ------------------ | ------------- |
| 1992   | -    | -     | -     | -          | Gruppenphase       | Viertelfinale |
| 1993   | J1   | 10    | 8.    | 20.273     | Gruppenphase       | Viertelfinale |
| 1994   | J1   | 12    | 9.    | 22.262     | 2. Runde           | 2. Runde      |
| 1995   | J1   | 14    | 5.    | 15.418     | -                  | 1. Runde      |
| 1996   | J1   | 16    | 9.    | 12.008     | Gruppenphase       | 3. Runde      |
| 1997   | J1   | 17    | 13.   | 5.693      | Viertelfinale      | 4. Runde      |
| 1998   | J1   | 18    | 16.   | 5.365      | Finale             | 3. Runde      |
| 1999   | J1   | 16    | 13.   | 5.774      | 2. Runde           | 3. Runde      |
| 2000   | J1   | 16    | 14.   | 6.338      | 2. Runde           | Viertelfinale |
| 2001   | J1   | 16    | 3.    | 7.818      | Viertelfinale      | Viertelfinale |
| 2002   | J1   | 16    | 7.    | 7.897      | Viertelfinale      | Halbfinale    |
| 2003   | J1   | 16    | 3.    | 9.709      | Gruppenphase       | Viertelfinale |
| 2004   | J1   | 16    | 4.    | 10.012     | Gruppenphase       | 4. Runde      |
| 2005   | J1   | 18    | 4.    | 9.535      | Sieger             | 5. Runde      |
| 2006   | J1   | 18    | 11.   | 13.393     | Sieger             | 4. Runde      |
| 2007   | J1   | 18    | 13.   | 14.149     | Gruppenphase       | 4. Runde      |
| 2008   | J1   | 18    | 15.   | 14.084     | Viertelfinale      | 4. Runde      |
| 2009   | J1   | 18    | 18. ▼ | 14.730     | Gruppenphase       | 4. Runde      |
| 2010   | J2   | 19    | 4.    | 11.689     | -                  | 4. Runde      |
| 2011   | J2   | 20    | 6.    | 9.680      | -                  | 4. Runde      |
| 2012   | J2   | 22    | 5.    | 9.281      | -                  | Viertelfinale |
| 2013   | J2   | 22    | 5.    | 10.004     | -                  | 3. Runde      |
| 2014   | J2   | 22    | 3.    | 9.333      | -                  | Halbfinale    |
| 2015   | J2   | 22    | 9.    | 10.725     | -                  | 3. Runde      |
| 2016   | J2   | 22    | 11.   | 10.292     | -                  | 3. Runde      |
| 2017   | J2   | 22    | 6.    | 9.983      | -                  | 3. Runde      |
| 2018   | J2   | 22    | 14.   | 9.858      | -                  | 3. Runde      |
| 2019   | J2   | 22    | 17.   | 9.701      | -                  | 2. Runde      |
| 2020   | J2   | 22    | 14.   | 2.778      | -                  | -             |
| 2021   | J2   | 22    | 8.    | 4.068      | -                  | 3. Runde      |
| 2022   | J2   | 22    | 10.   | 5.775      | -                  | 2. Runde      |
| 2023   | J2   | 22    | 6.    | 8.523      | -                  | 2. Runde      |
| 2024   | J2   | 20    | 7.    | 10.431     | 1. Runde (Runde 1) | Viertelfinale |
| 2025   | J2   | 20    |       |            |                    |               |

## Auszeichnungen

### Torschützenkönig der J.League
- Frank Ordenewitz (1994)

### Elf des Jahres
- Yūki Abe (2005, 2006)
- Ilian Stoyanov (2005)